# هارتاوزن
هارتاوزن (به آلمانی: Harthausen) یک شهر در آلمان است که در راین-پفلاتس-کرایس واقع شده‌است. هارتاوزن ۳٬۰۴۱ نفر جمعیت دارد.

## خواهرخوانده
شهر یوچیزی خواهرخواندهٔ هارتاوزن هست.